# エドワード・ヴァン・ヘイレン
エドワード・ヴァン・ヘイレン (Edward Van Halen、1955年1月26日 - 2020年10月6日)は、オランダ系アメリカ人のロック・ギタリスト、作曲家、音楽家。ハードロックバンド、ヴァン・ヘイレンのギタリストで、同バンドのドラマーのアレックス・ヴァン・ヘイレンは実兄。オランダ語読みの本名はエドワルト・ローデウェイク・ファン・ハーレン (Edward Lodewijk van Halen)。息子のウルフギャング・ヴァン・ヘイレンは、父と同じ音楽家の道を歩んでいる。
2020年10月6日、 長年に及ぶガンとの闘病の末に65歳で死去。
「ローリング・ストーンの選ぶ歴史上最も偉大な100人のギタリスト」において2003年は第70位、2011年の改訂版では第8位。
バンドの「ヴァン・ヘイレン」または兄アレックス、息子のウルフギャングとの混同を避けるため本項ではエディ、またはエドワードと表記する。

## 来歴

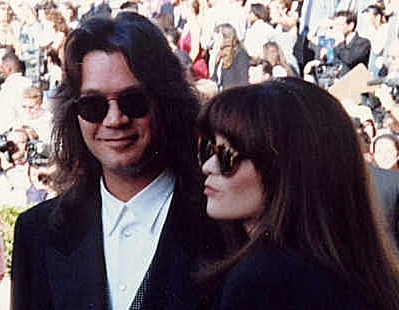
エディ・ヴァン・ヘイレンとヴァレリー・バーティネリ（1993年）

オランダのナイメーヘンで生を受ける。父ヤン(1920〜86)はオランダ人、母ユージーニア(1914〜2005)はインドネシア系。混血であることを理由に虐待を受けたため、一家は1967年にオランダからアメリカ合衆国カリフォルニア州のパサデナへと移住するも、言葉の問題で移住先でも差別を受ける。父親がクラリネット奏者であった事もあり、幼少の頃よりピアノやヴァイオリン楽器を演奏していたヴァン・ヘイレン兄弟だが、アメリカ移住後にはテレビで観た映画『ビートルズがやって来るヤァ!ヤァ!ヤァ!』に影響され、弟のエディがドラムを、兄のアレックスがギターを始める。
しかしほどなくして、兄のアレックスの方がドラム演奏技術が上達するという事になり、本人曰く「しょうがないから、俺はギターでもやろうって思ったんだ。気が進まなかったけど、仕方なくね」とし、互いに楽器を交換した。その後兄弟でバンドを結成し、いくつかの変遷を経て自身の名前を冠した「ヴァン・ヘイレン」を結成。大成功を収める。
1981年に、女優のヴァレリー・バーティネリと結婚した。
2000年に、本人曰く「20年以上、演奏中に金属製のギターピックを口にくわえていたことが原因」で舌がんを発症し、バンド活動を中断する。病気は完治したとされたが、2006年春にはメンバー間での不仲によって、バンドが解散状態に陥った。
2007年3月8日、自身の体調が完璧ではない事を理由に、リハビリテーション施設に入所する事となったことをオフィシャルサイトで発表。同年9月27日より、ヴァン・ヘイレンのツアーを開始。
2007年2月6日、妻のヴァレリーと離婚した。原因は双方の浮気で、数年前から別居していたという。
2020年10月6日、闘病の末に喉頭がんで死去したことが息子のウルフのTwitter上で公表された。65歳没。喉頭がんの放射線治療を受けるため、亡くなる5年前からアメリカとドイツを往復していたが、2019年11月頃から状態が悪化。新たに見つかった肺がんが大脳や他の臓器に転移し、2020年以降は入退院を繰り返す状態だった。

## 音楽性

### 音楽性のルーツ
最も大きな影響を受けたロックギタリストとして、クリーム在籍時のエリック・クラプトンただ一人を挙げている。しかし、現在のクラプトンに関しては「うーん、彼も弾こうと思えばクリーム時のプレイを弾けるんだろうとは思うんだけど...」と、言葉を濁している。また、チェロ（クラシック）の奏者ヨーヨー・マを聴いている、とインタビューで述べていた。

### ライトハンド奏法
デビュー前から、右手の指でのハンマリングやプリングにより音を出す「ライトハンド奏法」（日本だけの呼称で米国ではタッピングと呼ばれていた。現在では「タッピング」という呼び方が一般的）を駆使した独特のギターサウンドを広め、後世のギタリストに多大な影響を与えた。
エディ本人はレッドツェッペリンの楽曲「ハートブレイカー」でハマリング・オンやプリング・オフを用いる箇所を右手の人差し指を左手の6本目の指のように使うことで奏法の着想を得たと語っている。

### 鍵盤奏者として
ギターの他に、ヴァイオリン、ピアノも演奏することが出来、作曲はピアノでしている、とインタビューで述べている。ヴァン・ヘイレンの曲のPVの中で、自身が実際に、キーボードを演奏している様子が映し出されているものもある（「ジャンプ」「ノット・イナフ」「ホウェン・イッツ・ラヴ」など）。また、サミー・ヘイガー在籍時のライブにおいては、曲によってギターパートをサミーに任せ、エディ自身はキーボードに専念する場合もあった（「ホワイ・キャント・ディス・ビー・ラヴ」など）。

## 使用機材

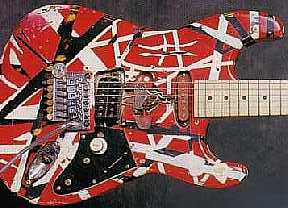
フランケンストラト

デビュー当時、ウェイン・シャーベルが経営するギターショップでブギーボディ製のフェンダーライセンスのストラトキャスターの未塗装のボディとネックを購入し、ギブソン社のES-335のPAFやセイモア・ダンカンのピックアップとフロイド・ローズのトレモロ・ユニットを装着し自ら塗装や組み立てを行ったギター、"フランケンシュタイン"を使用していた。（現在に至るスーパーストラトギターの普及の契機としてこのギターの存在を挙げる声も有る）その後も塗装を改められる等の幾多の改造が行われたが、1980年代にはクレイマーと契約を交わし、自身が作ったギターを基にしたシグネチャーモデルを使用した。
80年代後期にはスタインバーガーのヘッドレスギターも使用していた（一時はシグネチャーモデルを発売する計画もあったが、同社のGibsonへの売却等の諸事情があり、実現しなかった）。エディはスタインバーガーのトランストレムを高く評価しており、後のピーヴィーのギター等にも取り付けている。"Get Up"のイントロ等でトランストレムの｢和音の平行移動｣を活用したフレーズを聴く事ができる。
1990年代にはアーニーボール・ミュージックマンと契約し、自ら開発に携わったギターを10年ほど愛用した。このギターは松本孝弘や高見沢俊彦など彼以外の多くのギタリストにも愛用された。契約終了後は"AXIS（アクシス）"という名前に変更された。ちなみにこのギターから「Dチューナー」が搭載されるようになった。ギターのボディ部の6弦の接続金具の部分に突起物が付いており、これを手前に突き出すことで6弦の音程を瞬時に標準のEから1音下のDに下げることが出来るというものである。この機能は以後の「フランケンシュタイン」モデルにも継承されている。継承されてからの正式名称は「EVH-d-tuna」である。その後1996年からはWolfgang（ウルフギャング）という自分の息子の名前を冠した新たなギターをピーヴィーと製作し使用を開始。また、ピーヴィーとはシグネチャー・ギターアンプ（5150）でも契約を交わしており、その組み合わせがしばらく彼の標準的な使用機材となった。
2004年にピーヴィーとの契約が切れた後はフェンダー傘下のシャーベルと契約を結んだが、フェンダーがエディと共に設立したブランドである"EVHギターズ"のギター及びアンプを使用している。ギター及びアンプはEVHギターズとピーヴィーの協定により、基本部分は同じ回路と部品を使用し、ピーヴィー側がギターを「HP2」、アンプを「6505」と名前を変更したことで現在も販売されている。EVHギターズからは"フランケンシュタイン"を傷や汚れは言うに及ばず、ボディにネジ止めされたコイン等に至るまで精密に再現したギターを300本限定で製造販売しているほか、ピックアップなどのパーツ単体の販売も行っている。
EVHギターズでは"フランケンシュタイン"と合わせて、デビュー時のギターに施された白地に黒の交差線模様を"フランク"と称し、続くアルバム『伝説の爆撃機』以降で使われた黒地に黄色の模様を"フランキー"として、エディ自らが塗装したギターの販売も行っていた。これら"フランク"、"フランキー"、"フランケンシュタイン"の模様について、アメリカでは商標登録が行われている。
エディの初期作品にはエフェクターのフェイザーが多用された。エディはMXRのPhase90を愛用していたが、後にMXRから本人監修のシグネイチャーモデルが多数販売されている。上記のギターの模様を採用した外観が特徴で、本人が改造、使用した当時の機材を再現したモデルなどがラインナップされている。

## エピソード
- 初期のエディのサウンドの特徴であるブラウンサウンドは、当初エディが「改造マーシャル製アンプの電圧を140ボルトまで上げる事で可能となる」と冗談交じりに発していたことから世界中のギタリスト達が真似をしたが、多くの者がアンプを故障させてしまったため苦情の声も少なからず存在していた。この件に関してエディは後に「嘘をついてしまった事については申し訳ない」と謝罪をしている。実際には市販の100Wのマーシャルアンプ（1959 SUPER LEAD）を可変昇圧機で89ボルトまで下げる事でアンプにダメージを与えずに音量を全開にする事が可能なのだと明かしている[10]。
- このアンプの電圧を昇圧させていたという嘘に関しては、当時バンドのボーカルであったデイヴ・リー・ロスがギター雑誌のインタビューの際にエディに対し「嘘教えちゃえよ！」と、悪ノリで焚きつけた事が原因で、この記事が掲載された雑誌を見たアマチュアギタリスト達の多くが記事の通りに真似をし、アンプを故障させてしまった。
- マイケル・ジャクソンの「Beat It」におけるギター・ソロは、アドリブである。この時ノーギャラで参加した[11]ため、後でデイヴィッド・リー・ロスに怒られた[要出典]。ちなみに、ソロ以外のギターのバッキングとリフ（及びベース）は、スティーヴ・ルカサーによる演奏。また、ヴァン・ヘイレンのメンバーで見に行っていたザ・ジャクソンズのビクトリーツアーのダラス公演にてエディは、「Beat It」に飛び入りで客演したことがあり、その映像が残っている。